# Dinguiraye
Dinguiraye är en prefekturhuvudort i Guinea.   Den ligger i prefekturen Dinguiraye Prefecture och regionen Faranah Region, i den centrala delen av landet, 400 km nordost om huvudstaden Conakry. Dinguiraye ligger 444 meter över havet och antalet invånare är 6 062.
Terrängen runt Dinguiraye är platt söderut, men norrut är den kuperad. Terrängen runt Dinguiraye sluttar söderut. Runt Dinguiraye är det glesbefolkat, med 12 invånare per kvadratkilometer. Det finns inga andra samhällen i närheten. Omgivningarna runt Dinguiraye är huvudsakligen savann.